# Municipio de Monday Creek
El municipio de Monday Creek (en inglés: Monday Creek Township) es un municipio ubicado en el condado de Perry en el estado estadounidense de Ohio. En el año 2010 tenía una población de 727 habitantes y una densidad poblacional de 11,09 personas por km². 

## Geografía
El municipio de Monday Creek se encuentra ubicado en las coordenadas 39°37′14″N 82°18′49″O / 39.62056, -82.31361. Según la Oficina del Censo de los Estados Unidos, el municipio tiene una superficie total de 65.57 km², de la cual 65,19 km² corresponden a tierra firme y (0,58 %) 0,38 km² es agua.

## Demografía
Según el censo realizado en 2010, había 727 personas residiendo en el municipio de Monday Creek. La densidad de población era de 11,09 hab./km². De los 727 habitantes, el municipio de Monday Creek estaba compuesto por el 97,25 % blancos, el 0,28 % eran afroamericanos, el 0,28 % eran amerindios, el 0,28 % eran asiáticos y el 1,93 % eran de una mezcla de razas. Del total de la población el 1,24 % eran hispanos o latinos de cualquier raza.